# Gevechtswapen
Een gevechtswapen of wapen is een werktuig dat gebruikt wordt om mensen, dieren of voorwerpen te verwonden, te beschadigen of te doden. Een wapen kan gebruikt worden als aanvals- of verdedigingsmiddel. Sinds het begin van de menselijke geschiedenis hebben mensen wapens gebruikt voor de jacht, zelfverdediging en oorlogsvoering.
Wapens komen voor in allerlei soorten en maten. Ze kunnen eenvoudig en goedkoop zijn, zoals een houten knuppel of een slinger, of hoogtechnologisch en peperduur, zoals een kruisraket. Bijna alle harde, scherpe, stompe en zware voorwerpen kunnen als wapen worden gebruikt. 
Incidenteel worden dagelijkse voorwerpen omgebouwd tot wapen, zoals een schietbalpen, een schietparaplu of schietsleutelhangers waarmee men een kogel kan afvuren. Sommige voorwerpen, hoewel niet als wapen bedoeld, kunnen wel zo worden gebruikt, zoals eetgerei, selfiesticks, honkbalknuppels, tafelpoten, steelpannen, (gebroken) flessen, etc. Een motorvoertuig kan gebruikt worden om moedwillig te doden, verwonden of beschadigen door aanrijding, en er zijn dan ook gevallen bekend waarin dit voor misdadige of terroristische motieven is geschied. Geïmproviseerde zelfgemaakte wapens uit de gevangenis worden aangeduid als chiv of shank en gebruikt door gedetineerden. Bij rellen ziet men vaak een gebruik van alledaagse voorwerpen als geïmproviseerde wapens.
Zelfs menselijke lichaamsdelen kunnen als wapen worden gebruikt, dit worden natuurlijke wapens genoemd, en het gebruik ervan wordt geoefend bij zelfverdedigingskunsten en vechtsporten. Veel dier- en plantsoorten hebben 'ingebouwde' wapens, zoals klauwen, giftanden of al dan niet giftige angels en stekels of doornen, en/of verdedigingswapens, zoals pantsering. Plantaardige, dierlijke en bacteriële vergiffen evenals ziekteverwekkers kunnen bovendien dienen als bron voor biologische wapens, zoals botuline, tetanus, pokken, nicotine, ricine, etc..
Dieren kunnen ook ingezet worden als wapen. Honden worden speciaal gefokt als 'diensthonden' en sommige worden als oorlogshond getraind om zich in de vijand vast te bijten.
Het grootste deel van de wapens ter wereld wordt tegenwoordig in een klein aantal landen geproduceerd. Zo zijn de vijf permanente leden van de VN Veiligheidsraad de grootste producenten. Elk jaar wordt voor vele miljarden euro's in wapens gehandeld.

## Wapentypen
Er zijn verschillende wapentypen te onderscheiden:
- Slagwapens: knuppel - ploertendoder - zwaard - boksbeugel - sax - goedendag - morgenster - strijdvlegel - bijl - nunchaku - tonfa - knopkirie - sabel - kukri
- Steekwapens: mes - dolk - ponjaard - harpoen - floret - degen - seax - goedendag - katana - sai - tanto
- Explosieven: buskruit - C-4 - dynamiet - Semtex - granaat - bom - handgranaat - clusterbom - mijn
- Schietwapens: 
  - Projectielwapens: slinger - pijl-en-boog - kruisboog - katapult - ballista - trebuchet - speer - plumbata - werpspies - shuriken
  - Vuur- en lichte wapens: pistool - revolver - geweer - hagelgeweer - jachtgeweer - machinegeweer - aanvalsgeweer - machinepistool - gevechtsgeweer - AK-47 - M4 - Uzi - Diemaco - Minimi - Galil - FAMAS - Steyr AUG - vlammenwerper - bazooka - granaatwerper - RPG-7
  - Zware wapens: kanon - raketwerper - mortier - houwitser
- Geleide wapens: raket - torpedo
- Massavernietigingswapens (ABC-wapens): 
  - Kernwapens: atoombom - waterstofbom - neutronenbom
  - Biologische wapens: antrax - botuline - pokkenvirus - pest - tularemie - ebola
  - Chemische wapens: zenuwgassen - mosterdgas - Zyklon B

Tot de wapentypen kunnen ook gerekend worden: 
- Afweerwapens: harnas, kogelwerend vest, schild
- Niet-dodelijke wapens: stroomstootwapen, High Power Microwave - long-range acoustic device - elektromagnetische puls - pepperspray
- Veldstrategieën: prikkeldraad - schrikdraad - mijnen - loopgraven - falanx - testudo - bermbom - guerrilla

## Definities
In enkele verdragen worden wapentypes gespecificeerd. Onder meer de VN klasseert vuurwapens als volgt:

Elk dodelijk wapen dat door een persoon gedragen kan worden dat een kogel of projectiel door middel van een explosief kan voortstuwen, met uitzondering van antieke handvuurwapens en replica's daarvan. Antieke handvuurwapens en lichte wapens en hun replica's worden gedefinieerd in overeenstemming met de nationale wetgeving. In geen geval omvatten antieke vuurwapens, wapens die vervaardigd zijn na 1899:
(a) "Kleine wapens" zijn, in het algemeen, wapens die zijn ontworpen voor individueel gebruik. Ze omvatten onder meer revolvers en zelfladende pistolen, geweren, karabijnen, machinepistolen, aanvalsgeweren en lichte machinegeweren;
(b) "Lichte wapens" zijn, in het algemeen, wapens ontworpen voor gebruik door twee of drie personen (die dienst doen als bemanning), hoewel sommige wapens door één persoon kunnen worden gedragen en gebruikt. Ze omvatten onder andere universele machinegeweren, middelgrote machinegeweren, zware machinegeweren, geweergranaten, granaatwerpers, draagbaar luchtafweer- en antitankgeschut, terugstootloze geweren, draagbare anti-tank raket- en andere raketsystemen, draagbare luchtafweerraketten en mortieren van minder dan 100 millimeter.

## Kosten
De kosten van conventionele, nucleaire, chemische en biologische wapens in verhouding tot hun vernietigingseffect verhouden zich als 2000:800:600:1. Met 1 munt besteed aan biologische wapens kan men dus evenveel schade berokkenen als 600 munten aan chemische wapens, 800 aan kernwapens, en 2000 aan conventionele wapens. Dit maakt chemische en biologische wapens een aantrekkelijk alternatief voor armere landen en terroristische organisaties. Conventionele wapens zijn relatief makkelijk te verkrijgen of te maken, maar zijn naar verhouding duur. Kernwapens zijn naar verhouding goedkoper maar moeilijker te fabriceren. Chemische en biologische wapens zijn het goedkoopst maar daar staat wel tegenover dat hun effect onvoorspelbaar kan zijn. Bovendien zal het gebruik van niet-conventionele of 'ABC'-wapens (Atoomwapens, Biologische wapens, Chemische wapens) hoogstwaarschijnlijk tot zware politieke consequenties leiden.